# Кутакан
Кутакан (вірм. Կուտական) — село в марзі Гегаркунік, на сході Вірменії. Село розташоване за 13 км на північний схід від міста Варденіс.